# Njoeng Jacob Kondre Airstrip
Njoeng Jacob Kondre Airstrip is een landingsstrook bij Nieuw-Jacobkondre (Njoeng Jacob Kondre) in het district Sipaliwini in Suriname.
Er zijn rond de zes maatschappijen die het vliegveld aandoen. Er zijn lijnvluchten naar Zorg en Hoop Airport in Paramaribo. 
De ondergrond van de start- en landingsbaan is van gras. De baan heeft een lengte van circa 490 meter.